# Sydamerikanska mästerskapet i fotboll 1935
Sydamerikanska mästerskapet i fotboll 1935 spelades i Lima, Peru 6–27 januari 1935.
Vid världsmästerskapet 1930, då Uruguay slog Argentina med 4-2 i finalen, avbröt Argentina landskampsutbytet med Uruguay, och förklarade det med för stor press, och att aggressioner riktats mot dem före och innan matchen. 
Då sex år hade gått sedan 1929 års turnering enades man om att fortsätta turneringen, men förklara den som en extraturnering (ingen trofé delades ut) för att lugna ner förhållanden. Turneringen fungerade även som kvalificering för 1936 års olympiska fotbollsturnering i Berlin, Tyskland.
Deltog gjorde Argentina, Chile, Peru och Uruguay. Brasilien, Bolivia och Paraguay drog sig ur.

## Matcher
Lagen spelade i en serie där alla mötte alla, där vinst gav två poäng, oavgjort en och förlust noll. 
| Nr | Lag       | S | V | O | F | GM | IM | MS | P |
| -- | --------- | - | - | - | - | -- | -- | -- | - |
| 1  | Uruguay   | 3 | 3 | 0 | 0 | 6  | 1  | +5 | 6 |
| 2  | Argentina | 3 | 2 | 0 | 1 | 8  | 5  | +3 | 4 |
| 3  | Peru      | 3 | 1 | 0 | 2 | 2  | 5  | −3 | 2 |
| 4  | Chile     | 3 | 0 | 0 | 3 | 2  | 7  | −5 | 0 |

|  | 6 januari 1935 | Argentina                                       | 4 – 1   | Chile      | Estadio Nacional, Lima                             |                                                    |
|  |                | Lauri 28′ Arrieta 49′ García 57′ Masantonio 71′ | (1 – 1) | Carmona 8′ | Publik: 25 000 Domare: Miguel Serra Hurtado (Peru) | Publik: 25 000 Domare: Miguel Serra Hurtado (Peru) |
|  |                |                                                 |         |            | Publik: 25 000 Domare: Miguel Serra Hurtado (Peru) | Publik: 25 000 Domare: Miguel Serra Hurtado (Peru) |
|  |                |                                                 |         |            | Publik: 25 000 Domare: Miguel Serra Hurtado (Peru) | Publik: 25 000 Domare: Miguel Serra Hurtado (Peru) |

|  | 13 januari 1935 | Uruguay       | 1 – 0   | Peru | Estadio Nacional, Lima                            |                                                   |
|  |                 | H. Castro 80′ | (0 – 0) |      | Publik: 25 000 Domare: Humberto Reginatto (Chile) | Publik: 25 000 Domare: Humberto Reginatto (Chile) |
|  |                 |               |         |      | Publik: 25 000 Domare: Humberto Reginatto (Chile) | Publik: 25 000 Domare: Humberto Reginatto (Chile) |
|  |                 |               |         |      | Publik: 25 000 Domare: Humberto Reginatto (Chile) | Publik: 25 000 Domare: Humberto Reginatto (Chile) |

|  | 18 januari 1935 | Uruguay         | 2 – 1   | Chile       | Estadio Nacional, Lima                           |                                                  |
|  |                 | Ciocca 33′, 55′ | (1 – 0) | Giudice 54′ | Publik: 13 000 Domare: José Artemio Serra (Peru) | Publik: 13 000 Domare: José Artemio Serra (Peru) |
|  |                 |                 |         |             | Publik: 13 000 Domare: José Artemio Serra (Peru) | Publik: 13 000 Domare: José Artemio Serra (Peru) |
|  |                 |                 |         |             | Publik: 13 000 Domare: José Artemio Serra (Peru) | Publik: 13 000 Domare: José Artemio Serra (Peru) |

|  | 20 januari 1935 | Argentina                           | 4 – 1   | Peru            | Estadio Nacional, Lima                       |                                              |
|  |                 | Masantonio 10′, 61′, 81′ García 50′ | (1 – 1) | T. Fernández 2′ | Publik: 21 000 Domare: César Pioli (Uruguay) | Publik: 21 000 Domare: César Pioli (Uruguay) |
|  |                 |                                     |         |                 | Publik: 21 000 Domare: César Pioli (Uruguay) | Publik: 21 000 Domare: César Pioli (Uruguay) |
|  |                 |                                     |         |                 | Publik: 21 000 Domare: César Pioli (Uruguay) | Publik: 21 000 Domare: César Pioli (Uruguay) |

|  | 26 januari 1935 | Peru           | 1 – 0   | Chile | Estadio Nacional, Lima                           |                                                  |
|  |                 | Montellanos 5′ | (1 – 0) |       | Publik: 12 000 Domare: Eduardo Forte (Argentina) | Publik: 12 000 Domare: Eduardo Forte (Argentina) |
|  |                 |                |         |       | Publik: 12 000 Domare: Eduardo Forte (Argentina) | Publik: 12 000 Domare: Eduardo Forte (Argentina) |
|  |                 |                |         |       | Publik: 12 000 Domare: Eduardo Forte (Argentina) | Publik: 12 000 Domare: Eduardo Forte (Argentina) |

|  | 27 januari 1935 | Argentina | 0 – 3   | Uruguay                           | Estadio Nacional, Lima                            |                                                   |
|  |                 |           | (0 – 3) | Castro 18′ Taboada 28′ Ciocca 36′ | Publik: 30 000 Domare: Humberto Reginatto (Chile) | Publik: 30 000 Domare: Humberto Reginatto (Chile) |
|  |                 |           |         |                                   | Publik: 30 000 Domare: Humberto Reginatto (Chile) | Publik: 30 000 Domare: Humberto Reginatto (Chile) |
|  |                 |           |         |                                   | Publik: 30 000 Domare: Humberto Reginatto (Chile) | Publik: 30 000 Domare: Humberto Reginatto (Chile) |

## Målskyttar
4 mål
- Herminio Masantonio

3 mål
- Aníbal Ciocca

2 mål
| - Diego García | - Héctor Castro |  |

1 mål
| - Antonio Arrieta - Miguel Angel Lauri | - Arturo Carmona - Carlos Giudice | - Teodoro Fernández - Alberto Montellanos | - José Taboada |